# Kevin Harley
Kevin Harley (Trappes, Isla de Francia, 20 de abril de 1994) es un jugador de baloncesto francés que pertenece a la plantilla del Élan Chalon de la Pro B. Con 1,98 metros de estatura, juega en la posición de escolta.

## Trayectoria deportiva

### Profesional
Comenzó a jugar en las categorías inferiores del Union Poitiers Basket 86, debutando con el primer equipo en la Pro A en 2011 disputando seis partidos, aunque esa temporada y la siguiente jugaría sobre todo en el equipo sub-21.
Su primera temporada completa en el equipo coincidió con el descenso a la Pro B, promediando 4,0 puntos y 2,4 rebotes por partido. Jugó cuatro temporadas más, siendo la más destacada la 2014-15, en la que promedió 9,9 puntos y 3,6 rebotes por partido. Al finalizar esa temporada se presentó al Draft de la NBA de 2015, pero finalmente se retiró del mismo.
En junio de 2016 fichó por el Denain ASC Voltaire, también de la Pro B.

### Selección nacional
Ha disputado con la selección francesa el Campeonato Europeo Sub-20 de 2013, donde alcanzaron la novena posición, y también la Universiada de 2015 de Corea del Sur, en la que acabaron en quinta posición, y en la que promedió 9,9 puntos y 4 rebotes por partido.